# Крајпуташ Милану Ковачевићу у Дренови
Крајпуташ Милану Ковачевићу у Дренови (Општина Горњи Милановац) налази се шуми у засеоку Осећани, на потесу Мрамор. Подигнут је у знак сећања на Милана Ковачевића који је изгубио живот борећи се против Турака у Јаворском рату. Споменик је подигао Миланов млађи брат Јосип Ковачевић 1881. године.

## Опис споменика
Крајпуташ припада ретком типу „дуплих” споменика на којима је покојник приказан у два вида – као војник и као цивил. Стуб је при врху оперважен орнаментом у виду гајтанских „петљица”, мотивом преузетим са народне ношње. На северној страни уклесан је декоративан звездасти крст, испод кога је натпис. На јужној бочној страни приказана је пушка са бајонетом, а крај ње је чест споменички мотив – саксија се декоративном лозицом, са по шест гроздова и цветова.
Споменик је исклесан је од крупнозрног бранетићског камена грубе текстуре. Висина стуба износи 180 cm, а ширина страница 40 и 30 cm. Камен је прекривен лишајевима и ситнијим оштећењима. У горњем делу стуба, са предње стране одваљено је велико парче камена. Такође, недостаје и „капа“ којом је стуб некада био прекривен, о чему сведочи „главица“ на темену стуба. На споменику су видљиви трагови полихромије.
Лик покојника на приказан је на два начина. Са источне стране покојник је представљен као војник у ставу мирно, без оружја, руку прислоњених уз тело. Тек ноге војника, приказане у профилу, наговештавају покрет. Униформа је приказана плошно, у плитким урезима. На грудима су два одликовања. Лице војника је безизражајно. Око главе, у форми ореола, уклесан је натпис оштећен у првом делу..... КОВАЧЕВИЋ 1876.
Са наспрамне, западне стране, Милан Ковачевић приказан је као цивил. Одевен је у традиционалну ношњу – дугу кошуљу преко које је фермен украшен гајтанима. За појасом му је припасан мали бодеж. На глави носи шешир, што је неуобичано за то време. Лик је оштећен у великој мери. И на овој страни, око главе, уклесан је натпис: МИЛАН КОВАЧЕВИЋ 1876. Став покојника, за разлику од стране где је приказан као војник, овде је много интимнији – десна рука му је положена на срце у симболичном гесту туге.

## Епитаф
Текст епитафа, уклесан је на северној страни у 19 редова, гласи:
СТАНИ ПРО
ЧИТАЈ ОВАЈ
СПОМЕНИК МИ
ЛАНА КОВА
ЧЕВИЋА ИЗ
ДРЕНОВЕ
ВОЈНИКА I
КЛАСЕ КОИ
ЈЕ ПОЖИВИО
30 Г А ПО
ГИНУО НА ШУ
МАТОВЦУ
15 СЕПТЕМ
БРА 1876Г
СПОМЕН ОВАЈ
ПОДИЖЕ МУ
ЈОСИП БРАТ
ЊЕГОВ 29.
ЈУЛА 1881. Г.